# Ясновский сельский округ (Северо-Казахстанская область)
Ясновский сельский округ (каз. Ясновка ауылдық округі) — административная единица в составе Есильского района Северо-Казахстанской области Казахстана. Административный центр — село Ясновка.
Население — 1040 человек (2009, 1509 в 1999, 1791 в 1989).

## Социальные объекты
В округе имеется средняя школа, мини-центр для детей дошкольного возраста, дом культуры, клуб, библиотека, 2 медицинских пункта.

## История
Ясновский сельсовет образован 27 октября 1924 года. 12 января 1994 года постановлением главы Северо-Казахстанской областной администрации в существующих границах создан Ясновский сельский округ.

## Состав
Село Карабеловка было ликвидировано 2014 года.
В состав округа входят такие населенные пункты:
| Населенный пункт    | Население, человек (1989) | Население, человек (1999) | Население, человек (2009) |
| ------------------- | ------------------------- | ------------------------- | ------------------------- |
| Карабеловка, село   | 309                       | 242                       | -                         |
| Стрельниковка, село | 514                       | 410                       | 274                       |
| Ясновка, село       | 968                       | 857                       | 766                       |